# Coleoscirus pigrus
Coleoscirus pigrus är en spindeldjursart som först beskrevs av Mohammad Nazeer Chaudhri 1980.  Coleoscirus pigrus ingår i släktet Coleoscirus och familjen Cunaxidae. Inga underarter finns listade i Catalogue of Life.